# Fegentri
Fegentri (englisch International Federation of Gentlemen and Lady Riders, französisch Fédération Internationale des Gentlemen-Riders et des Cavalières) ist der Name des internationalen Dachverbandes für Amateur-Rennreiter.

## Geschichte
Gegründet wurde die Fegentri im Jahr 1955. Die Gründungsstaaten waren Deutschland, Frankreich, Italien, Schweden und die Schweiz. Mittlerweile hat die Fegentri Mitglieder aus allen Teilen der Welt.
Eines der bekanntesten Fegentri-Rennen in Deutschland war das Underberg-Jagdrennen auf der Galopprennbahn Gelsenkirchen-Horst. Es war das längste Amateur-Jagdrennen der Welt.

## Aufgaben
Die Organisation hat die Aufgabe, Freundschaften unter den Jockey-Amateuren im Galopprennsport zu pflegen und einen internationalen Vergleich anzustreben. Hierzu werden durch die Fegentri jährlich drei Meisterschaften durchgeführt und durch ein Punktesystem der beste Jockey oder die beste Amazone (weibliche Rennreiterin) ermittelt.
- In der Weltmeisterschaft für Flachrennen treten weibliche oder männliche Amateurreiter in zwei separaten Gruppen getrennt voneinander an.
- In einem Champions Cup für Flachrennen, welcher der besten und erfahrensten weiblichen Reiterin bzw. dem besten männlichen Reiter vorbehalten ist, treten Reiterinnen und Reiter gemeinsam an.
- In der Weltmeisterschaft für Jagd- bzw. Hürdenrennen treten Reiterinnen und Reiter ebenfalls gemeinsam an.

Das Punktesystem sieht vor, dass für einen Auslandssieg die doppelte Punktzahl notiert wird. Die besten Reiterinnen und Reiter eines Landes qualifizieren sich für die Weltmeisterschaft. Die Fegentri hat für 2019 die Regeln der WM-Wertungen überarbeitet. Nun darf jedes Land für die Longines Fegentri World Championship bis zu fünf Reiter nominieren.